# جوزيف أ. جونسون
جوزيف أ. جونسون هو سياسي أمريكي، ولد في 29 أكتوبر 1917 في موريسفيل في الولايات المتحدة، وتوفي في 1 ديسمبر 2007 في أبينغدون في الولايات المتحدة. نشط حزبياً في الحزب الديمقراطي. وقد انتخب عضو مجلس نواب فرجينيا ‏.